# Joachim Köhler (Philosoph)

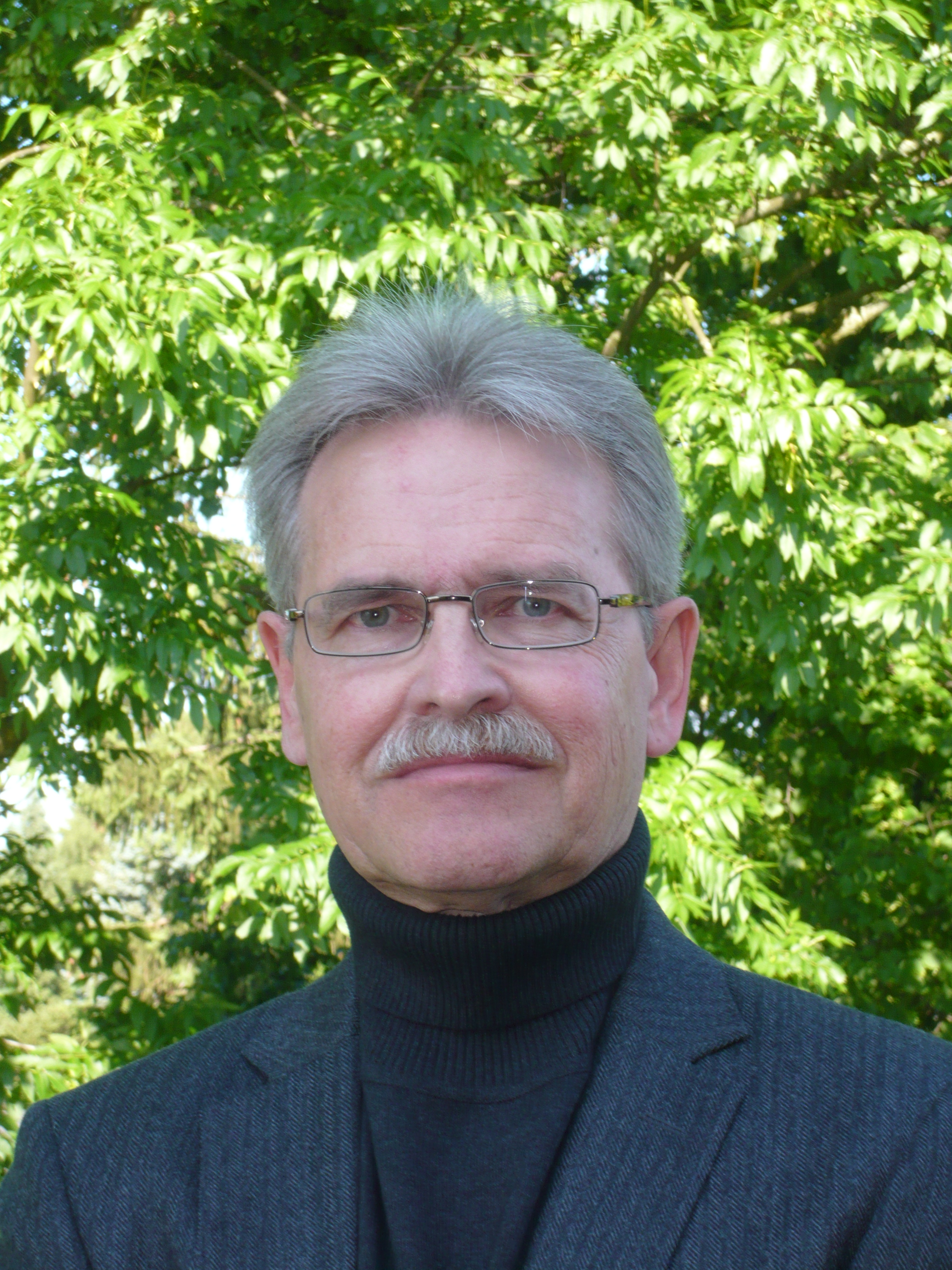
Joachim Köhler (2012)

Joachim Köhler (* 1952 in Würzburg) ist Philosoph und Autor.

## Leben und Wirken
Nach seinem Abitur in Kitzingen studierte Köhler von 1971 bis 1977 Philosophie, Germanistik und Kunstgeschichte in Würzburg, danach in Tübingen (u. a. bei Ernst Bloch), als Austauschstudent an der Stony Brook University bei New York und an der Stanford University in Kalifornien als „visiting scholar“. Dort begann er seine Doktorarbeit über Friedrich Nietzsches Fröhliche Wissenschaft, mit der er 1977 beim Heidegger-Schüler Heinrich Rombach promoviert wurde. Köhler arbeitete danach als Verlagslektor, bis er 1982 in die Redaktion des Stern eintrat, wo er bis 1997 u. a. als Verlagsleiter der Stern-Bücher und als Kulturreporter tätig war. Sein erstes Buch, die Nietzsche-Biografie Zarathustras Geheimnis, erschien 1989. Es folgten eine Reihe viel diskutierter Sachbücher über Nietzsche, Richard und Cosima Wagner und die Monographie Wagners Hitler, ein umstrittenes Buch, dessen essayistische Einseitigkeit Köhler in seiner umfassenden Wagner-Biografie von 2001, Der letzte der Titanen, zurechtrückte. Zum 500. Jubiläum der Reformation 2017 erschien in der Evangelischen Verlagsanstalt sein Buch über einen weiteren „Titanen“ der deutschen Geistesgeschichte, Luther! Biographie eines Befreiten. Sein neues Buch Verloren im Cyberspace, Auf dem Weg zur posthumanen Gesellschaft legte Köhler 2020 gleichfalls in der Evangelischen Verlagsanstalt vor. 
Köhler ist seit 1977 verheiratet und lebt in Hamburg.

## Werke
- Zarathustras Geheimnis, Friedrich Nietzsche und seine verschlüsselte Botschaft. Greno, Nördlingen 1989, ISBN 3-89190-450-9 (übersetzt in sieben Sprachen, u. a. für den englischsprachigen Raum von Yale University Press).
- Friedrich Nietzsche und Cosima Wagner. Rowohlt, Berlin 1996, ISBN 3-499-22614-6 (übersetzt in zehn Sprachen, u. a. ebenfalls auf Englisch von Yale University Press).
- Wagners Hitler, Der Prophet und sein Vollstrecker, Blessing, München 1997, ISBN 3-89667-016-6 (für den englischen Sprachraum veröffentlicht von Polity Press, Oxford).(Rezension in der FAZ)[1]
- Nietzsches letzter Traum. Roman. Blessing, München 2000, ISBN 3-89667-016-6 (übersetzt in sieben Sprachen).
- Wer war Friedrich Nietzsche? Inter Nationes 2000 (übersetzt in drei Sprachen).
- Der letzte der Titanen, Richard Wagners Leben und Werk. Claassen, München 2001, ISBN 3-546-00273-3 (übersetzt in drei Sprachen, u. a. von Yale University Press).
- Nietzsche (Reihe Biographische Passionen). Claassen 2001.
- Ich, Cosima. Roman. Claassen, Berlin 2006, ISBN 3-546-00274-1.
- Der lachende Wagner. Heyne, München 2012, ISBN 978-3-453-17875-5 (übersetzt für den englischsprachigen Raum vom Online-Verlag Free Scholar Press).
- Luther! Biographie eines Befreiten. Evangelische Verlagsanstalt, Leipzig 2016, ISBN 978-3-374-04420-7.
- Verloren im Cyberspace, Auf dem Weg zur posthumanen Gesellschaft. Evangelische Verlagsanstalt, Leipzig 2020, ISBN 978-3-374-06758-9.